# Рапало
Рапало (на италиански: Rapallo) е град и община в регион Лигурия в провинция Генуа, Италия с 29 778 жители (2017).
Градът е най-големият морски курорт на Ривиера ди Леванте и се намира между Портофино и Киавари, на около 33 километра югоизточно от Генуа.
Рапало е населяван от етруски или гърци през 700 пр.н.е. През 643 г. градът е завладян от лангобардите, след това през 774 г. от франките. На 8 септември 1494 г. войската на Шарл VIII под командването на Луи Орлеански напада Рапало и избива жителите му.
През 1815 г., след Виенския конгрес, Рапало преминава към Кралство Сардиния.
През 20 век в града са сключени два договора:
- Рапалски договор, на 12 ноември 1920 г. между Кралство Италия и Кралство Югославия.
- Рапалски договор, на 16 април 1922 г. между Ваймарската република и Съветския съюз.

## Известни личности
Починали в Рапало
- Костантино Нигра (1828-1907), дипломат
- Франко Рол (1908-1977), автомобилен състезател